# 新里族
新里族（原名里族）是臺北市內湖區的一個地名，位於該區東部及南部，範圍大致包括洲尾次分區（行善里、週美里）、灣仔次分區（石潭里、湖興里、湖元里(不含因基隆河截彎取直而劃入之地)、寶湖里）、東湖次分區（五分里、安泰里、明湖里、金湖里、康寧里、樂康里、內溝里、安湖里、東湖里、南湖里、葫洲里、蘆洲里）、秀湖里、大湖里、碧山里北部、清白里東北角。

## 歷史
台灣清治末期至日治前期，該地區為一街庄，稱為「里族庄」，隸屬於芝蘭一堡。該庄輪廓略呈尖角向東南的倒L形，北與雙溪庄、叭嗹港庄，東與社後庄為鄰，南邊隔基隆河與三重埔庄、新庄仔庄、後山陂庄、錫口街為界，西邊亦隔基隆河與大加蚋堡的里族庄、上塔悠庄為界，兩翼所夾為內湖庄。
1901年（日治明治三十四年）11月11日，該庄隸屬於臺北廳錫口支廳，同年12月17日編為第十一區。1905年4月19日，里族庄改為「新里族庄」，以區別位於錫口支廳大加蚋堡的舊里族庄。1906年（明治三十九年）1月1日，第十、十一區合併並改名為「內湖區」。1920年（大正九年）10月1日，新里族庄改制為「新里族」大字，隸屬於臺北州七星郡內湖庄。
戰後內湖庄改制為內湖鄉，隸屬於臺北縣，大字亦改制為村。1946年7月，南港、內湖分治，新里族地區仍隸屬內湖鄉。1968年7月臺北市改制為院轄市，內湖鄉併入成為內湖區，村亦改制為里。1990年3月，臺北市各區重劃，該地區仍屬於內湖區。

## 交通
台北捷運文湖線經過新里族地區，設有大湖公園站、葫洲站、東湖站。鄰近居民可由等路線及相關路網快速前往大台北地區各地，亦可在臺北車站轉搭高鐵、台鐵或客運前往全台各地。
國道1號穿越本地區，並設有內湖交流道（成功路二段）、東湖交流道（康寧路三段）；汐止五股高架道路亦設有堤頂交流道。

## 學校
- 國防醫學院
- 康寧大學
- 南湖高中
- 三民國中
- 明湖國中
- 東湖國中
- 潭美國小
- 南湖國小
- 新湖國小
- 麗湖國小
- 明湖國小
- 東湖國小
- 大湖國小

## 公園
- 大湖公園

## 廟宇
- 灣仔庄福德堂
- 黃石公廟（石神廟）
- 老公祠（陰廟）

## 民俗文化
- 農曆二月十五日灣仔庄十四份葫蘆洲三大角恭迎關渡宮天上聖母列位正神聖誕祈福遶境

- 農曆二月十五日恭迎公舘庄武身開漳聖王聖誕慶典祈福遶境

- 逢寅巳申亥年農曆三月十一日內湖碧山里1～3鄰恭祝關渡宮天上聖母聖誕慶典

- 農曆三月二十二日洲尾庄天上聖母聖誕慶典